# Partido del Centro (Países Bajos)
El Partido del Centro (en holandés: Centrumpartij, pronunciación holandesa: [ˈsɛntrəmpɑrˌtɛi], CP) fue un partido político nacionalista holandés de extrema derecha que propugnaba un programa antiinmigración. Uno de sus eslóganes era: «Los Países Bajos no son un país de inmigrantes. ¡Alto a la inmigración!».
El partido fue fundado por Henry Brookman en 1980 y estuvo representado por Hans Janmaat en la Cámara de Representantes de los Estados Generales desde 1982, hasta que fue expulsado del partido en 1984 y se unió a los Demócratas de Centro (CD), más moderados. 

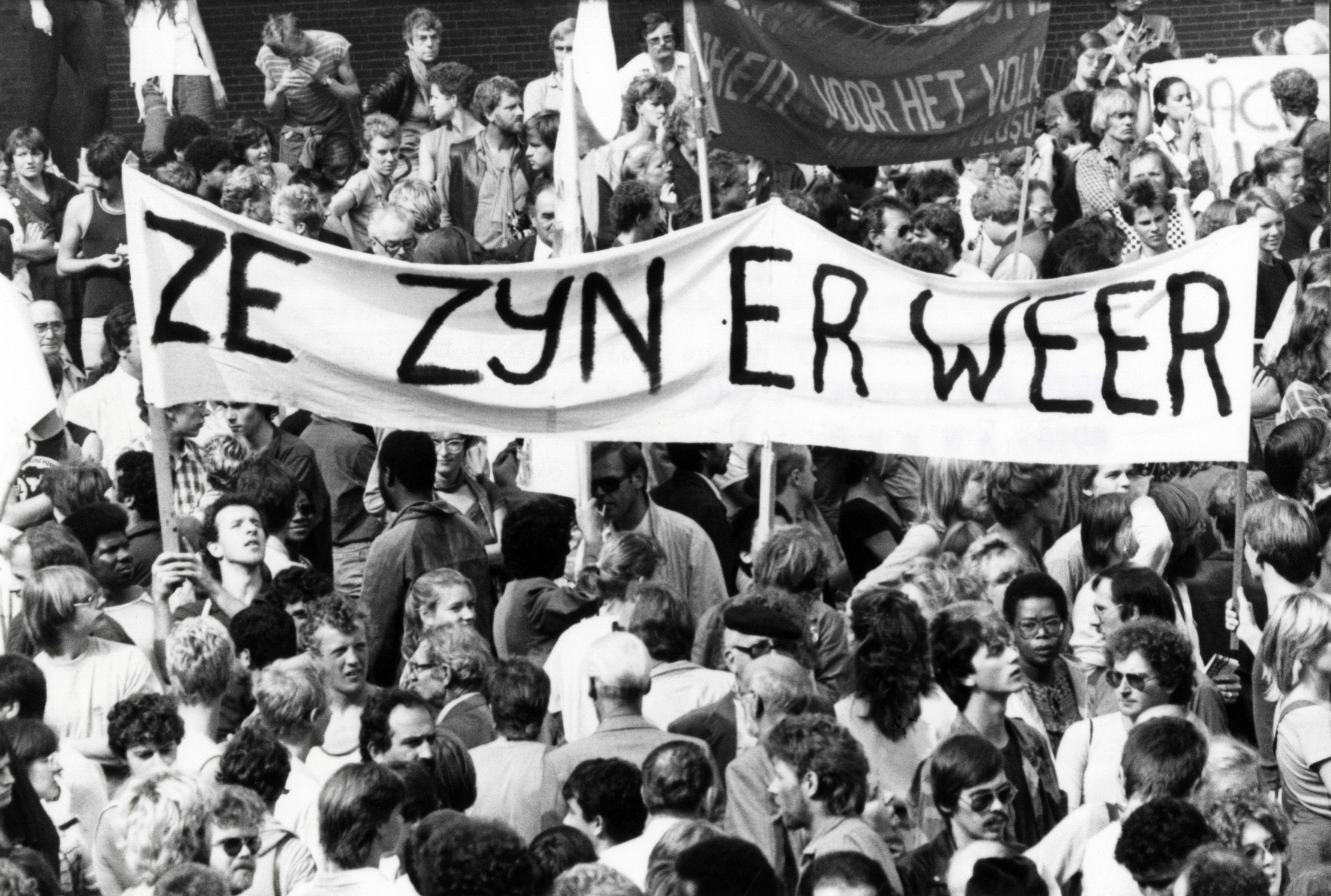
Manifestación ante el Parlamento holandés en La Haya contra la entrada en el mismo del Partido del Centro en 1982. En la pancarta se dice "Han vuelto".

Miles de personas llenaron la plaza del Parlamento en La Haya para protestar por el escaño que había obtenido Janmaat. Los manifestantes portaban pancartas en las que se podía leer «Han vuelto» o «El racismo es odio a las personas».
Tanto el CP como el CD fueron objeto de un cordón sanitario por parte de los demás partidos en la Cámara de Representantes. Después de muchas luchas internas y finalmente procedimientos legales contra el partido, se declaró en quiebra en 1986. Poco después, el partido fue reemplazado por el Partido del Centro '86, que se volvería cada vez más radical, hasta que fue prohibido en 1998. 

## Resultados electorales
| Año  | Votos        | %    | Resultado | +/- |
| ---- | ------------ | ---- | --------- | --- |
| 1981 | 12.242 (#16) | 0,14 | 0/150     |     |
| 1982 | 68.423 (#10) | 0,8  | 1/150     | 1   |
| 1986 | 36.741 (#11) | 0,4  | 0/150     | 1   |